# Chuckie
Clyde Sergio Narain (Paramaribo, 25 de junio de 1978), conocido por su nombre artístico Chuckie, es un DJ, remezclador y productor discográfico surinamés. Se vio por última vez en la posición #43 en la encuesta realizada en 2013 por la revista DJmag. Su mejor ubicación en la lista fue en el 2011 cuando se alojó en el número 32.

## Biografía
Aunque actualmente reside en Aruba, Clyde nació y creció en Paramaribo (Surinam), donde comenzó a ser influenciado por muchos estilos musicales de este país. Empezó a desarrollar su carrera como deejay en las cumpleaños de amigos y familiares y pronto se hizo conocido (como “Chuckie”) realizando presentaciones en muchos clubes por su Talento y por sus innovadoras mezclas. Combinando varios estilos y géneros, como el hip-hop, RnB, house, raga, pop, garage, jungle ha puesto su sello en la escena dance internacional.

## Producción
Además de DJ, Chuckie es también un respetado productor como lo demuestran los temas “Toys Are Nuts" (con Gregor Salto) o "Guess What" (con Hardwell), entre otros muchos. Respecto a sus conciertos, DJ Chuckie es un nombre familiar en los grandes eventos dance mundiales y tiene su propio show, “Dirty Dutch”, que ha presentando con gran éxito en diferentes ediciones. En el verano de 2008 fue invitado personalmente por David Guetta para su show en el Pachá de Ibiza.
Su trabajo ha sido reconocido en varias ocasiones, y recibió su Primer Premio (un MOBO) a “Mejor DJ Urbano” en 2004. Casi un año después, obtuvo nuevamente este título y ganó el "Best Club DJ Award" otorgado por la industria musical holandesa. En 2006 fue nominado por el premio holandés TMF, junto con Tiësto, Armin van Buuren y Spotts G, por el título "Best Dance".
Chuckie produjo un sencillo, inspirada en los grandes líderes del mundo como Mahatma Gandhi, Nelson Mandela y el Dalái lama.

En 2009 lanzó “Let the Bass Kick in Miami Bitch”. Este mashup basada en la producción de Chuckie "Let the Bass Kick" y la canción "I'm in Miami Bitch" de LMFAO, supo alcanzar la novena ubicación en las listas de éxitos del Reino Unido. En 2010, se lanzó una coproducción con Hardwell titulada "Move it 2 the Drum", que contó con las voces de Ambush. En 2011 Chuckie publicó "Who is Ready to Jump?" y "What Happens in Vegas" junto a Gregor Salto. En 2012 unió fuerzas con Laidback Luke y Martin Solveig en el lanzamiento titulado "1,2,3,4". Estas producciones fueron incluidos en varios compilados, incluyendo Addicted to Bass y en el Ministry of Sound Annual (2012).

## Discografía
Álbumes
- The Best of Chuckie (2013)

### Sencillos y EP
2020:
- Chuckie - Out Of My Head (feat. Nato) [Dirty Dutch Music]

2019:
- Chuckie & Tom Enzy - Face Down [Smash The House]

2018:
- Chuckie & Tom Enzy - Back In The Day (feat. GVO LV) [Spinnin' Records]
- Chuckie & Steve Andreas - Latino [Spinnin' Records]

2017:
- Chuckie & GLOWINTHEDARK - Turn Up The Bass EP [Dirty Dutch Music]
- Chuckie vs. Brian Cross & Luis Roca - Make Me Feel (Los Alamos Anthem) (feat. New Black Light Machine) [Dirty Dutch Music]
- Chuckie - The Watcher [Desolat]
- Chuckie - Kumbaza [Dirty Dutch Music]
- Chuckie - Back in the Club [Dirty Dutch Music]

2016:
- Chuckie - Party Starter [Dirty Dutch Music]
- Childsplay & Chuckie - Bruk Out (feat. Alkaline) [Dirty Dutch Music]
- Chuckie & Childsplay - No Worries (feat. Trinidad James) [Spinnin' Records]
- Chuckie & R-Wan - High (feat. MC Stik-E) [Dirty Dutch Music]

2015:
- Chuckie & Bobby Puma - Once Again [Dirty Dutch Music]
- Chuckie & Rivero - Energetic [Dirty Dutch Music]
- Chuckie & Jetlag Live - Honk (Club Mix) [Armada Trice]
- Chuckie & Exodus - Perfect Sky (feat. Matthew Steeper) [Armada]
- Chuckie & Albert Neve - Damn [Smash The House]
- Chuckie - The Future [Dirty Dutch Music]
- Chuckie & Bobby Puma - Mainstage [Dirty Dutch Music]
- Chuckie & Landis - Miami Bounce [Dirty Dutch Music]
- Chuckie - Want You Back [Doorn]
- Chuckie & Promise Land - Burn (Metamorphosism Anthem) [Dirty Dutch Music]

2014:
- Chuckie, Kronic & Krunk! - Vamonos [Dirty Dutch Music]
- Yves V - The Oldschool Sound (feat. Chuckie) [Smash The House]
- Chuckie & Diamond Pistols - Bang! (feat. Hyper Crush) [Dirty Dutch Music]
- Chuckie - Bitches Be Like [Big Beat/Warner]
- Chuckie - Dirty Funkin Beats [Big Beat/Warner]
- Chuckie & Vice - Rock da Scene (feat. Sgt Slick) [Dirty Dutch Music]

2013:
- Chuckie - Skydive (feat. Maiday) [Big Beat/Warner]
- Chuckie vs. Dzeko & Torres - Down To This [Big Beat/Warner]
- Chuckie - Makin' Papers (feat. Lupe Fiasco, Too $hort & Snow Tha Product) [Big Beat/Warner]
- GLOWINTHEDARK - NRG (feat. Chuckie) [Spinnin' Records]

2012:
- Chuckie & Junxterjack - Make Some Noise [Big Beat/Warner]
- Chuckie & Promise Land - Breaking Up (feat. Amanda Wilson) [Big Beat/Warner]
- Chuckie & Gregori Klosman - The Numb3r5 [Big Beat/Warner]
- Chuckie & GLOWINTHEDARK - Electro Dude [Big Beat/Warner]
- Chuckie - Together [Big Beat/Warner]

2011:
- Chuckie - Who Is Ready to Jump [Big Beat/Warner]
- Chuckie - What Happens In Vegas (feat. Gregor Salto) [Big Beat/Warner]
- Chuckie - Detroit Bounce [Dirty Dutch Music]
- Chuckie - Body Move (feat. Tok) [Dirty Dutch Music]

2010:
- Chuckie - We Can't Hear Anybody [Dirty Dutch Music]
- Chuckie & Gregor Salto - Rai [Dirty Dutch Music]
- Chuckie & Hardwell - Move It 2 the Drum (feat. Ambush) [Dirty Dutch Music]
- Chuckie & Gregori Klosman - Mutfakta [Dirty Dutch Music]

2009:
- Chuckie & LMFAO - Let the Bass Kick In Miami Bitch [Cr2]
- Silvio Ecomo & Chuckie - Moombah [Dirty Dutch Music]
- Chuckie - Aftershock (Can't Fight That Feeling) [Dirty Dutch Music]

2008:
- Chuckie - Pong To This EP [Dirty Dutch Music]
- Chuckie - Let the Bass Kick [Cr2]

### Como productor
| Año  | Canción                                              | Artista(s)              | Álbum         |
| ---- | ---------------------------------------------------- | ----------------------- | ------------- |
| 2010 | "Work It Out"                                        | Lil Jon                 | Crunk Rock    |
| 2011 | "It's Not You (It's Me)" (vs. Chuckie feat. Pitbull) | T-Pain                  | RevolveЯ      |
| 2012 | "Radioactive"                                        | Marina and the Diamonds | Electra Heart |

### Remixes
2003
- Ixxel – Drop That Beat (DJ Chuckie Mix)

2004
- Byron Stingily – I Can't Go for That (DJ Chuckie Mix)

2005
- Gio – X–Girl (DJ Chuckie Remix)
- Brace – Hartendief (DJ Chuckie Remix)

2006
- Real El Canario – U Rock (Chuckie's Not In Amsterdam Remix)

2007
- Funkerman & Fedde Le Grand Present F To The F – Wheels In Motion (Chuckie & Dave Moreaux Mix)

2008
- Sidney Samson Feat. Mc Stretch – Pump Up The Stereo (DJ Chuckie & Dave Moreaux Remix)
- Ron Carroll – Walking Down the Street (Gregor Salto, DJ Chuckie & Dave Moreaux Remix)
- Unders & Drrie – 3 Days In Kazachstan (Chuckie Remix)
- The Partysquad – Stuk (Chuckie's Hustled Up Mix)
- Gregor Salto feat. Thais – Mexer (Dave Moreaux & DJ Chuckie Remix)
- Joachim Garraud – Are U Ready (DJ Chuckie Mix)
- Cidinho & Doca – Rap das Armas (Gregor Salto & Chuckie's Dirty Batería Rmx)

2009
- Groovewatchers – Sexy Girl
- David Guetta Feat. Chris Willis – Everytime We Touch
- Hardwell & Rehab – Blue Magic (Chuckie & Silvio Ecomo Remix)
- Bob Sinclar Feat. Shabba Ranks – Love You No More
- David Guetta Feat. Akon – Sexy Bitch (Chuckie & Lil Jon Remix)
- Chris Kaeser – Who's In The House (DJ Chuckie Remix)
- Sunnery James & Ryan Marciano – Pondo (Chuckie & Silvio Ecomo Mix)
- David Guetta Feat. Estelle – One Love (Chuckie & Fatman Scoop Remix)

2010
- Robbie Rivera Feat. Fast Eddie – Let Me Sip My Drink
- Sidney Samson Featuring Lady Bee – Shut Up & Let It Go
- Felix Da Housecat – Silver Screen Shower Scene (Chuckie & Silvio Ecomo Dirty Acid Mix)
- Luis López Feat. Jesse Lee – Is This Love
- Erick Morillo & Eddie Thoneick Feat. Shawnee Taylor – Live Your Life
- Toni Braxton – So Yesterday
- Mohombi – Bumpy Ride
- David Guetta feat. Kelly Rowland – Commander (Chuckie & Albert Neve Remix)
- Pendulum – Witchcraft
- Picco – Venga (Chuckie's Black To Voltage Remix)
- Lil Jon Ft. Claude Kelly – Oh What A Night
- Moby – Jltf (Chuckie Remix)
- Enrique Iglesias Feat. Pitbull – I Like It
- Nari & Milani, Cristian Marchi ft. Luciana – I Got My Eye On You
- Sergio Mauri Feat. Janet Gray – Everybody Dance
- Black Eyed Peas – Rock That Body (Chuckie Remix)
- Sérgio Mendes – Ye-Me-Le (Chuckie Remix)
- Diddy - Dirty Money – Hello, Good Morning (Chuckie's Bad Boy went Dirty Dutch Remix)
- NERVO Feat. Ollie James – Irresistible (Chuckie & Gregori Klosman Remix)
- Lock 'N Load – Blow Ya Mind 2011 (Chuckie Meets Obek & Neve Mix)
- 3OH!3 Feat. Ke$ha – First Kiss (Chuckie Remix Extended)
- Enrique Iglesias Feat. Ludacris – Tonight (I'm Lovin' You)
- Bob Sinclar Feat. Sean Paul – Tik Tok (Chuckie & R3hab Remix)

2011
- Michael Jackson – Hollywood Tonight
- Ely Supastar & Henry L Feat. Dawn Tallman – Money For Love
- DJ Smash – From Russia With Love (Chuckie & Gregori Klosman Mix)
- Carolina Márquez – Wicked Wow (DJ Chuckie Extended Mix)
- Nause – Made Of (Chuckie Remix)
- Mastiksoul & Dada feat. Akon & Paul G - Bang It All
- Diddy - Dirty Money - I Hate That You Love Me (Chuckie Marquee Remix)
- Jean-Roch Feat Flo Rida & Kat Deluna – I'm Alright
- Erick Morillo & Eddie Thoneick feat. Shawnee Taylor – Stronger (Chuckie & Gregori Klosman Remix)
- Eva – Ashes (Chuckie Remix)
- Wynter Gordon – Buy My Love
- The Saturdays – Notorious (Chuckie Dirty Dutch Club Mix)
- DJ Obek feat. Ambush – Craissy (Albert Neve & Chuckie 4Ibiza Mix)
- Laurent Wery feat. Swift K.I.D & DEV – Hey Hey Hey (Pop Another Bottle)
- Rihanna & Calvin Harris – We Found Love
- Kelly Rowland – Down For Whatever
- Neon Hitch – Bad Dog
- Wildboys – Dominoes

2012:
- Neon Hitch – F U Betta
- Sarvi – Amore
- Donaeo – Party Hard (Genairo Nvilla & Chuckie Amazone Project Remix)
- Skepta – Punch His Face (Genairo Nvilla & Chuckie King Of Drums Rework)
- Aba & Simonsen – Soul Bossa Nova (Chuckie & Mastiksoul Remix)
- Keemo feat. Cosmo Klein – Beautiful Lie (Chuckie, Ortzy & Nico Hamuy Remix)
- Dada Life – Rolling Stones T-Shirt (Chuckie Remix)
- Milk & Sugar feat. Neri per Caso – Via Con Me (It's Wonderful)
- Wallpaper – Best Song Ever (Chuckie & Glowinthedark Remix)
- Krewella – Killin' It (DJ Chuckie Remix)
- Mastiksoul & Dada – Forever (Chuckie & Tony Romera Remix)
- Benga – Pour Your Love (Chuckie Remix)
- Sub Focus Feat Alpines – Tidal Wave (Chuckie Remix)

2013:
- Pitbull feat. TJR – Don't Stop the Party (Chuckie's Funky Vodka Mix)
- Audio Playground Feat. Snoop Dogg – Emergency
- Kamaliya – Butterflies
- Laidback Luke Feat. Majestic – Pogo (Chuckie Aruba Remix)
- Jessica Wright feat Mann - Dominoes (Chuckie Remix)
- Semi Precious Weapons – Aviation High (Chuckie Remix)
- Clinton Sparks feat. Pitbull & Disco Fries - Watch You (Chuckie & Tony Romera Remix)
- Junior Rodgers – Vamos de Rumba (Chuckie Re-Edit)

2014:
- EPIK feat. Camille Jones – Feel Much Better
- Timeflies – All the Way
- Shakira - Dare (La La La)
- Crookers - Able to Maximize
- T-ara - Sugar Free

2015:
- Deadmau5 - Ghosts 'n' Stuff